# Рибосомна ДНК

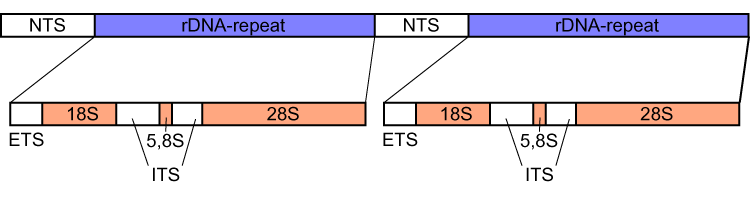
Розташування еукаріотичної 18S, 5,8S і 28S рДНК в кластері тандемних повторень; 5S рДНК закодована окремо. NTS — нетранскибована ділянка, ETS — зовнішня транскрибована ділянка, ITS — внутрішня транскрибована ділянка.

Термін рДНК, перенаправлений на цю статтю, також може посилатися на рекомбінантну ДНК.
Рибосомна ДНК (рДНК) — послідовність ДНК, що кодує рибосомну РНК. Ці послідовності регулюють ампліфікацію та ініціацію транскрипції і містять кодовані та некодовані ділянки. Ядерце складається саме з кількох хромосомних петель, що несуть фрагменти рибосомної ДНК, згруповані в тандемних повтореннях. У геномі людини 5 хромосом містять ці фрагменти ДНК: хромосоми 13, 14, 15, 21 і 22.
Низький рівень поліморфізму в рибосомній ДНК дозволяє характеризувати рДНК видів, використовуючи невелику кількість зразків, що робить рДНК корисною для порівняння видів. Крім того, різні регіони повторень рДНК зазвичай показують постійну швидкість еволюційних змін. В результаті, в молекулярній систематиці ця ДНК корисна для визначення еволюційних зв'язків між таксонами будь-якого рівня.